# 小行星列表/18901-19000
| 名稱                         | 臨時編號   | 發現日期      | 發現地點      | 發現者                 |
| ---------------------------- | ---------- | ------------- | ------------- | ---------------------- |
| 小行星18901                  | 2000 MR5   | 2000年6月24日 | 索科罗        | 林肯近地小行星研究小组 |
| 小行星18902                  | 2000 NN5   | 2000年7月7日  | 索科罗        | 林肯近地小行星研究小组 |
| 小行星18903Matsuura          | 2000 ND29  | 2000年7月10日 | 札幌市        | 渡边和郎               |
| 小行星18904                  | 2000 OY8   | 2000年7月31日 | 索科罗        | 林肯近地小行星研究小组 |
| 小行星18905Weigan            | 2000 OF10  | 2000年7月23日 | 索科罗        | 林肯近地小行星研究小组 |
| 小行星18906                  | 2000 OJ19  | 2000年7月29日 | 索科罗        | 林肯近地小行星研究小组 |
| 小行星18907Kevinclaytor      | 2000 OW20  | 2000年7月31日 | 索科罗        | 林肯近地小行星研究小组 |
| 小行星18908                  | 2000 OC21  | 2000年7月31日 | 索科罗        | 林肯近地小行星研究小组 |
| 小行星18909                  | 2000 OE21  | 2000年7月31日 | 索科罗        | 林肯近地小行星研究小组 |
| 小行星18910Nolanreis         | 2000 OR22  | 2000年7月31日 | 索科罗        | 林肯近地小行星研究小组 |
| 小行星18911                  | 2000 OY31  | 2000年7月30日 | 索科罗        | 林肯近地小行星研究小组 |
| 小行星18912Kayfurman         | 2000 OM32  | 2000年7月30日 | 索科罗        | 林肯近地小行星研究小组 |
| 小行星18913                  | 2000 OU32  | 2000年7月30日 | 索科罗        | 林肯近地小行星研究小组 |
| 小行星18914                  | 2000 OT35  | 2000年7月31日 | 索科罗        | 林肯近地小行星研究小组 |
| 小行星18915                  | 2000 OR38  | 2000年7月30日 | 索科罗        | 林肯近地小行星研究小组 |
| 小行星18916                  | 2000 OG44  | 2000年7月30日 | 索科罗        | 林肯近地小行星研究小组 |
| 小行星18917                  | 2000 OG48  | 2000年7月31日 | 索科罗        | 林肯近地小行星研究小组 |
| 小行星18918Nishashah         | 2000 OB50  | 2000年7月31日 | 索科罗        | 林肯近地小行星研究小组 |
| 小行星18919                  | 2000 OJ52  | 2000年7月31日 | 索科罗        | 林肯近地小行星研究小组 |
| 小行星18920                  | 2000 OU52  | 2000年7月31日 | 索科罗        | 林肯近地小行星研究小组 |
| 小行星18921                  | 2000 PT7   | 2000年8月2日  | 索科罗        | 林肯近地小行星研究小组 |
| 小行星18922                  | 2000 PU12  | 2000年8月8日  | 索科罗        | 林肯近地小行星研究小组 |
| 小行星18923Jennifersass      | 2000 PC23  | 2000年8月2日  | 索科罗        | 林肯近地小行星研究小组 |
| 小行星18924Vinjamoori        | 2000 PV24  | 2000年8月3日  | 索科罗        | 林肯近地小行星研究小组 |
| 小行星18925                  | 2000 PY25  | 2000年8月4日  | 海勒卡拉      | 近地小行星追踪         |
| 小行星18926                  | 2000 PO26  | 2000年8月5日  | 海勒卡拉      | 近地小行星追踪         |
| 小行星18927                  | 2000 PQ26  | 2000年8月5日  | 海勒卡拉      | 近地小行星追踪         |
| 小行星18928Pontremoli        | 2000 QH9   | 2000年8月25日 | Monte Viseggi | Monte Viseggi          |
| 小行星18929                  | 2000 QU25  | 2000年8月26日 | 索科罗        | 林肯近地小行星研究小组 |
| 小行星18930Athreya           | 2000 QW27  | 2000年8月24日 | 索科罗        | 林肯近地小行星研究小组 |
| 小行星18931                  | 2000 QX31  | 2000年8月26日 | 索科罗        | 林肯近地小行星研究小组 |
| 小行星18932Robinhood         | 2000 QH35  | 2000年8月28日 | 芦苇溪        | 约翰·布劳顿            |
| 小行星18933                  | 2000 QW36  | 2000年8月24日 | 索科罗        | 林肯近地小行星研究小组 |
| 小行星18934                  | 2000 QY36  | 2000年8月24日 | 索科罗        | 林肯近地小行星研究小组 |
| 小行星18935Alfandmedina      | 2000 QE37  | 2000年8月24日 | 索科罗        | 林肯近地小行星研究小组 |
| 小行星18936                  | 2000 QA42  | 2000年8月24日 | 索科罗        | 林肯近地小行星研究小组 |
| 小行星18937                  | 2000 QF42  | 2000年8月24日 | 索科罗        | 林肯近地小行星研究小组 |
| 小行星18938Zarabeth          | 2000 QU44  | 2000年8月24日 | 索科罗        | 林肯近地小行星研究小组 |
| 小行星18939Sariancel         | 2000 QZ48  | 2000年8月24日 | 索科罗        | 林肯近地小行星研究小组 |
| 小行星18940                  | 2000 QV49  | 2000年8月24日 | 索科罗        | 林肯近地小行星研究小组 |
| 小行星18941                  | 2000 QX50  | 2000年8月24日 | 索科罗        | 林肯近地小行星研究小组 |
| 小行星18942                  | 2000 QE54  | 2000年8月25日 | 索科罗        | 林肯近地小行星研究小组 |
| 小行星18943Elaisponton       | 2000 QA55  | 2000年8月25日 | 索科罗        | 林肯近地小行星研究小组 |
| 小行星18944Sawilliams        | 2000 QG61  | 2000年8月28日 | 索科罗        | 林肯近地小行星研究小组 |
| 小行星18945                  | 2000 QH71  | 2000年8月24日 | 索科罗        | 林肯近地小行星研究小组 |
| 小行星18946Massar            | 2000 QM75  | 2000年8月24日 | 索科罗        | 林肯近地小行星研究小组 |
| 小行星18947Cindyfulton       | 2000 QV76  | 2000年8月24日 | 索科罗        | 林肯近地小行星研究小组 |
| 小行星18948Hinkle            | 2000 QT79  | 2000年8月24日 | 索科罗        | 林肯近地小行星研究小组 |
| 小行星18949Tumaneng          | 2000 QX85  | 2000年8月25日 | 索科罗        | 林肯近地小行星研究小组 |
| 小行星18950Marakessler       | 2000 QX95  | 2000年8月26日 | 索科罗        | 林肯近地小行星研究小组 |
| 小行星18951                  | 2000 QQ98  | 2000年8月28日 | 索科罗        | 林肯近地小行星研究小组 |
| 小行星18952                  | 2000 QF105 | 2000年8月28日 | 索科罗        | 林肯近地小行星研究小组 |
| 小行星18953Laurensmith       | 2000 QR114 | 2000年8月24日 | 索科罗        | 林肯近地小行星研究小组 |
| 小行星18954Sarahbounds       | 2000 QT119 | 2000年8月25日 | 索科罗        | 林肯近地小行星研究小组 |
| 小行星18955                  | 2000 QY122 | 2000年8月25日 | 索科罗        | 林肯近地小行星研究小组 |
| 小行星18956Jessicarnold      | 2000 QK126 | 2000年8月31日 | 索科罗        | 林肯近地小行星研究小组 |
| 小行星18957Mijacobsen        | 2000 QE128 | 2000年8月24日 | 索科罗        | 林肯近地小行星研究小组 |
| 小行星18958                  | 2000 QL128 | 2000年8月24日 | 索科罗        | 林肯近地小行星研究小组 |
| 小行星18959                  | 2000 QG129 | 2000年8月31日 | 索科罗        | 林肯近地小行星研究小组 |
| 小行星18960                  | 2000 QE130 | 2000年8月31日 | 索科罗        | 林肯近地小行星研究小组 |
| 小行星18961Hampfreeman       | 2000 QR140 | 2000年8月31日 | 索科罗        | 林肯近地小行星研究小组 |
| 小行星18962                  | 2000 QV140 | 2000年8月31日 | 索科罗        | 林肯近地小行星研究小组 |
| 小行星18963                  | 2000 QB141 | 2000年8月31日 | 索科罗        | 林肯近地小行星研究小组 |
| 小行星18964Fairhurst         | 2000 QJ142 | 2000年8月31日 | 索科罗        | 林肯近地小行星研究小组 |
| 小行星18965Lazenby           | 2000 QR142 | 2000年8月31日 | 索科罗        | 林肯近地小行星研究小组 |
| 小行星18966                  | 2000 QO145 | 2000年8月31日 | 索科罗        | 林肯近地小行星研究小组 |
| 小行星18967                  | 2000 QP151 | 2000年8月25日 | 索科罗        | 林肯近地小行星研究小组 |
| 小行星18968                  | 2000 QX152 | 2000年8月29日 | 索科罗        | 林肯近地小行星研究小组 |
| 小行星18969Valfriedmann      | 2000 QY152 | 2000年8月29日 | 索科罗        | 林肯近地小行星研究小组 |
| 小行星18970Jenniharper       | 2000 QU168 | 2000年8月31日 | 索科罗        | 林肯近地小行星研究小组 |
| 小行星18971                  | 2000 QY177 | 2000年8月31日 | 索科罗        | 林肯近地小行星研究小组 |
| 小行星18972                  | 2000 QD190 | 2000年8月26日 | 索科罗        | 林肯近地小行星研究小组 |
| 小行星18973Crouch            | 2000 QJ193 | 2000年8月29日 | 索科罗        | 林肯近地小行星研究小组 |
| 小行星18974Brungardt         | 2000 QX195 | 2000年8月28日 | 索科罗        | 林肯近地小行星研究小组 |
| 小行星18975                  | 2000 QZ200 | 2000年8月29日 | 索科罗        | 林肯近地小行星研究小组 |
| 小行星18976Kunilraval        | 2000 QH206 | 2000年8月31日 | 索科罗        | 林肯近地小行星研究小组 |
| 小行星18977                  | 2000 QK217 | 2000年8月31日 | 索科罗        | 林肯近地小行星研究小组 |
| 小行星18978                  | 2000 QH232 | 2000年8月31日 | 索科罗        | 林肯近地小行星研究小组 |
| 小行星18979Henryfong         | 2000 RC2   | 2000年9月1日  | 索科罗        | 林肯近地小行星研究小组 |
| 小行星18980Johannatang       | 2000 RY2   | 2000年9月1日  | 索科罗        | 林肯近地小行星研究小组 |
| 小行星18981                  | 2000 RT3   | 2000年9月1日  | 索科罗        | 林肯近地小行星研究小组 |
| 小行星18982                  | 2000 RH5   | 2000年9月1日  | 索科罗        | 林肯近地小行星研究小组 |
| 小行星18983Allentran         | 2000 RG6   | 2000年9月1日  | 索科罗        | 林肯近地小行星研究小组 |
| 小行星18984Olathe            | 2000 RA8   | 2000年9月2日  | Olathe        | L. Robinson            |
| 小行星18985                  | 2000 RR21  | 2000年9月1日  | 索科罗        | 林肯近地小行星研究小组 |
| 小行星18986                  | 2000 RF22  | 2000年9月1日  | 索科罗        | 林肯近地小行星研究小组 |
| 小行星18987Irani             | 2000 RU23  | 2000年9月1日  | 索科罗        | 林肯近地小行星研究小组 |
| 小行星18988                  | 2000 RB24  | 2000年9月1日  | 索科罗        | 林肯近地小行星研究小组 |
| 小行星18989                  | 2000 RV26  | 2000年9月1日  | 索科罗        | 林肯近地小行星研究小组 |
| 小行星18990                  | 2000 RW31  | 2000年9月1日  | 索科罗        | 林肯近地小行星研究小组 |
| 小行星18991Tonivanov         | 2000 RD35  | 2000年9月1日  | 索科罗        | 林肯近地小行星研究小组 |
| 小行星18992Katharvard        | 2000 RK40  | 2000年9月3日  | 索科罗        | 林肯近地小行星研究小组 |
| 小行星18993                  | 2000 RB43  | 2000年9月3日  | 索科罗        | 林肯近地小行星研究小组 |
| 小行星18994Nhannguyen        | 2000 RO50  | 2000年9月5日  | 索科罗        | 林肯近地小行星研究小组 |
| 小行星18995                  | 2000 RF53  | 2000年9月5日  | 伊斯特拉      | K. Korlević            |
| 小行星18996阿寅星（Torasan） | 2000 RR53  | 2000年9月4日  | 札幌市        | 渡边和郎               |
| 小行星18997Mizrahi           | 2000 RG54  | 2000年9月1日  | 索科罗        | 林肯近地小行星研究小组 |
| 小行星18998                  | 2000 RH55  | 2000年9月3日  | 索科罗        | 林肯近地小行星研究小组 |
| 小行星18999                  | 2000 RC60  | 2000年9月8日  | 伊斯特拉      | K. Korlević            |
| 小行星19000                  | 2000 RM60  | 2000年9月3日  | 索科罗        | 林肯近地小行星研究小组 |

| 上一頁： 18801-18900 | 小行星列表 18901-19000 | 下一頁： 19001-19100 |